# Dark Adrenaline
Dark Adrenaline ist das sechste Studioalbum der italienischen Alternative-Metal-Band Lacuna Coil. Es erschien am 27. Januar 2012 über Century Media. 

## Entstehung
Bereits Ende 2010 begann die Band mit den Arbeiten an ihrem sechsten Album. Wegen einer Schulterverletzung konnte Bassist Marco Coti Zelati keine Konzerte spielen und arbeitete zu Hause die ersten Ideen aus. Die Musiker entschieden sich, erneut mit dem US-amerikanischen Produzenten Don Gilmore zusammenzuarbeiten. Der Großteil der Aufnahmen fanden in Mailand statt. Lediglich der Gesang und die Keyboards wurden in Gilmores Studio in Los Angeles aufgenommen.
Da die Band mit der Abmischung des Vorgängeralbums Shallow Life unzufrieden war, mischte dieses Mal Marco Barusso das Album ab. Barusso arbeitete zuvor mit Künstlern wie Coldplay und Eros Ramazzotti zusammen. Obwohl er ein großer Metalfan ist, konnte Barusso noch nie mit einer Metalband zusammenarbeiten. Mit Losing My Religion enthält das Album eine Coverversion eines R.E.M.-Liedes. Das Lied My Spirit ist dem im Jahre 2010 verstorbenen Type-O-Negative-Sänger Peter Steele gewidmet.

## Titelliste
1. Trip the Darkness – 3:12
2. Against You – 3:51
3. Kill the Light – 3:35
4. Give Me Something More – 3:56
5. Upsidedown – 3:04
6. End of Time – 3:53
7. I Don't Believe in Tomorrow – 4:12
8. Intoxicated – 3:48
9. The Army Inside – 3:12
10. Losing My Religion – 3:42
11. Fire – 2:55
12. My Spirit – 5:50

## Rezeption
Laut Ronny Bittner vom deutschen Magazin Rock Hard enthält das Album „einige kompositorische Höhepunkte“, bemängelte aber, dass das Album „über weite Strecken zu glatt und irgendwie egal klingt“ und vergab 7,5 von zehn Punkten. Sebastian Kessler vom deutschen Magazin Metal Hammer beschrieb Lacuna Coil mit diesem Album als eine „weniger süßliche Version von Evanescence“. Sein Kollege Matthias Weckmann beschrieb Dark Adrenaline als ein barrierefreies Album, bei dem „nichts hängen bleibt“ und vergab vier von sieben Punkten.
Dark Adrenaline erreichte Platz 15 der US-amerikanischen Albumcharts und in Heimatland der Band Italien Platz 18. In Deutschland belegte das Album Platz 36, im Vereinigten Königreich Platz 48 und in der Schweiz Platz 53. In Österreich konnte sich das Album nicht platzieren.